# دوار الشمس الثلجي
دوار الشمس الثلجي أو دوار الشمس الأبيض نوع نباتي يتبع جنس دوار الشمس من الفصيلة النجمية.

## البيئة والانتشار
ينتشر في جنوب غرب الولايات المتحدة من تكساس إلى ولاية كاليفورنيا .